# チェロ協奏曲 (グルダ)
フリードリヒ・グルダの『チェロと吹奏楽のための協奏曲』（Konzert für Violoncello und Blasorchester）は、1980年に作曲されたチェロ協奏曲。

## 概要
チェロ奏者ハインリヒ・シフの委嘱で作曲され、1981年10月9日にウィーン・コンツェルトハウス（Wiener Konzerthaus）で、シフのチェロ独奏、グルダの指揮、ウィーン管楽アンサンブル（Wiener Bläserensemble）の演奏で初演された。シフとブルーノ・クライスキーに献呈。
管楽合奏による伴奏であるだけでなく、ドラムセットやギターが加えられ、いわゆるクラシックだけでなく、ロックやジャズ、オーストリアの山村のブラスバンドを彷彿とさせる民族音楽などさまざまなイディオムを取り入れた、チェロ協奏曲としては極めて型破りな作品である。
グルダは『グルダの真実』（参考文献参照）の中で、シフがベートーヴェンのチェロソナタをいっしょに弾いてもらう口実として、そして現代音楽にも取り組んでいるふりをするために曲を頼んだが、予想外にヒットしてしまって困ってやがる、ざまあみろ、と言わんばかりの表現でこの曲にまつわるエピソードを披露している。

## 編成
| 木管   | 木管              | 金管              | 金管              | 打                | 打                     | 弦                | 弦                |
| ------ | ----------------- | ----------------- | ----------------- | ----------------- | ---------------------- | ----------------- | ----------------- |
| Fl.    | 1 (Picc.持ち替え) | Hr.               | 2                 | Timp.             |                        | Vn.1              |                   |
| Ob.    | 2                 | Trp.              | 2                 | 他                | 1 (Drums, Tamb., Tri.) | Vn.2              |                   |
| Cl.    | 2                 | Trb.              | 1                 | 他                | 1 (Drums, Tamb., Tri.) | Va.               |                   |
| Fg.    | 1                 | Tub.              | 1                 | 他                | 1 (Drums, Tamb., Tri.) | Vc.               | Solo              |
| 他     |                   | 他                |                   | 他                | 1 (Drums, Tamb., Tri.) | Cb.               | 1                 |
| その他 | その他            | Guitar, Jazz Bass | Guitar, Jazz Bass | Guitar, Jazz Bass | Guitar, Jazz Bass      | Guitar, Jazz Bass | Guitar, Jazz Bass |

スコアには以下の指示が記載されている。
- 独奏チェロ、ギター、ジャズベースはPAを使用。
- 木管楽器、ホルン、チューバ、コントラバスはオーケストラの奏者、トランペット、トロンボーン、ギター、ジャズベース、ドラムはジャズやビッグバンドの経験がある奏者。

## 構成
5楽章からなり、演奏時間は約30分。
1. 序曲（Ouverture）
♩=ca.126
ロックのリズムに乗って、ヴィブラートや“クラシック音楽での悪しき慣習”を脱した演奏が求められる。
2. 牧歌（Idylle）
Getragen (♩=ca.58)
ザルツカンマーグートの風景を思わせる美しい音楽。
3. カデンツァ（Cadenza）
Quasi rezitativo, frei im Tempo, zunächst eher langsam
独奏チェロによる技巧的なカデンツァ。
4. メヌエット（Menuett）
Sempre un poco misterioso (♩=ca.76)
空想的なメヌエット。
5. 終曲：行進曲風に（Finale alla marcia）
(♩=ca.144)
村のバンドを思わせる底抜けににぎやかな民族音楽風。

## 録音
- ハインリヒ・シフ（チェロ）、フリードリヒ・グルダ（指揮）、ウィーン管楽アンサンブル　- 1981年
- ハインリヒ・シフ（チェロ）、フリードリヒ・グルダ（指揮）、ミュンヘン・フィルハーモニー管弦楽団　- 1988年（映像）
- ルドヴィート・カンタ（チェロ）、井上道義（指揮）、オーケストラ・アンサンブル金沢 - 2010年
- ヤコブ・シュバーン（チェロ）、ステファン・フルフト（指揮）、バイエルン国立管弦楽団アカデミー - 2017年
- エドガー・モロー（チェロ）、ラファエル・メルラン（指揮）、オーケストラ・レ・フォース・マジュール - 2018年
- オリヴァー・マスカレーニャス（チェロ）、ゲルト・ミュラー＝ロレンツ（指揮）、ハノーファー北西ドイツ・フィルハーモニー管楽アンサンブル  - 2020年